# Anaphes galtoni
Anaphes galtoni är en stekelart som först beskrevs av Girault 1912.  Anaphes galtoni ingår i släktet Anaphes och familjen dvärgsteklar. Inga underarter finns listade i Catalogue of Life.